# شعار بلغاريا
شعار بلغاريا يتكون من صورة أسد على درع أحمر غامق؛ وفوق الدرع التاج التاريخي البلغاري. يدعم الدرع أسدان متوجان؛ تحت الدرع قاعدة على شكل أغصان سنديان وشريط أبيض مكتوب عليه الشعار الوطني «الوحدة تولد القوة».